# Aiouea tomentella
Aiouea tomentella är en lagerväxtart som först beskrevs av Carl Christian Mez, och fick sitt nu gällande namn av Otto Renner. Aiouea tomentella ingår i släktet Aiouea och familjen lagerväxter. Inga underarter finns listade i Catalogue of Life.